# 単位根
単位根（たんいこん、英: unit root）とは、時間を通じて変化する確率過程が持つ、統計的推論に問題をもたらし得る側面の一つである。
もし線形な確率過程の特性方程式の根の一つが1であるならば、その確率過程は単位根を持つ。このような確率過程は非定常である。もしこの確率過程の特性方程式の他の根がすべて単位円の内側にあるならば、つまり絶対値が1以下ならば、この確率過程の1階差分は定常である。

## 定義
離散確率過程 {\displaystyle \{y_{t},t=1,\ldots ,\infty \}} を考え、次のような p 次の自己回帰確率過程であると仮定する。
{\displaystyle y_{t}=a_{1}y_{t-1}+a_{2}y_{t-2}+\cdots +a_{p}y_{t-p}+\varepsilon _{t}.}
ここで、 {\displaystyle \{\varepsilon _{t},t=0,\infty \}} は自己相関がなく、平均が0で定数の分散 {\displaystyle \sigma ^{2}} を持つとする。簡単化のために {\displaystyle y_{0}=0} とする。もし、特性方程式、
{\displaystyle m^{p}-m^{p-1}a_{1}-m^{p-2}a_{2}-\cdots -a_{p}=0}、
の根の一つが {\displaystyle m=1} ならば、この確率過程は単位根を持つ、もしくは一次の和分過程であると呼び、{\displaystyle I(1)} と書く。もし、特定方程式の複数個（r 個）の根が {\displaystyle m=1} ならば（解 {\displaystyle m=1} の重複度が r ならば）、その確率過程は r 次の和分過程であり、{\displaystyle I(r)} と書く。

## 例
一次の自己回帰モデル {\displaystyle y_{t}=a_{1}y_{t-1}+\varepsilon _{t}} は、{\displaystyle a_{1}=1} ならば、単位根を持つ。この例では、特性方程式は {\displaystyle m-a_{1}=0} となる。この方程式の根は {\displaystyle m=1} である。
もしこの一次の自己回帰確率過程が単位根を持つならば非定常時系列である。つまりその確率過程のモーメントは時間 {\displaystyle t} に依存する。単位根の効果を明らかにするために、 y0 = 0 からスタートした1次自己回帰の例を考えよう。
{\displaystyle y_{t}=y_{t-1}+\varepsilon _{t}.}
再帰的代入により、{\displaystyle y_{t}=y_{0}+\sum _{j=1}^{t}\varepsilon _{j}} と書ける。よって {\displaystyle y_{t}} の分散は以下のように与えられる。
{\displaystyle \operatorname {Var} (y_{t})=\sum _{j=1}^{t}\sigma ^{2}=t\sigma ^{2}.}
{\displaystyle \operatorname {Var} (y_{1})=\sigma ^{2}} である一方で {\displaystyle \operatorname {Var} (y_{2})=2\sigma ^{2}} なので、分散は t に依存する。
単位根の存在を確かめる検定は多数存在する。その内のいくつかを挙げると以下となる。
1. ¶ 統計量、もしくはディッキー–フラー検定（DF検定）
2. 根が1以上であるかの有意性検定（F検定）
3. フィリップス–ペロン検定（PP検定）
4. Dickey–Pantula 検定

## 関連モデル
AR（自己回帰）モデルとARMA（自己回帰移動平均）モデルに加え、残差それ自身が時系列構造を持ち、ゆえに上で議論したような単位根を持つARないしはARMAでモデル化される必要がある場合、線形回帰において重要な問題が起こる。単位根を含んだ1次のARMAモデルを回帰により推定した場合の誤差が持つ有限標本での性質も分析されている。

## 単位根の存在が疑われる時の推定
最小二乗法(OLS)は自己回帰モデルの傾きを推定するためにしばしば用いられる。OLSの使用の妥当性は確率過程が定常であることに依存する。もし、確率過程が非定常ならば、OLSの使用は間違った推定をもたらし得る。クライヴ・グレンジャーとポール・ニューボールドはそのような間違った推定を見せかけの回帰（英: spurious regression）と呼んだ。見せかけの回帰では、高い決定係数と高い t 検定統計量が得られるが、経済学的な意味はまったくない。
傾きを推定するためには、まず単位根が存在するという帰無仮説の下での単位根検定を行わなければならない。もしこの帰無仮説が棄却されれば、OLSを利用できる。しかしながら、単位根の存在が棄却できなければ、その系列の差分を取らなくてはならない。もし単位根検定により差分系列が定常であると確かめられたならば、OLSをその差分系列に対して傾きを推定する為に使用できる。
例えば、AR(1)の場合、{\displaystyle \Delta y_{t}=y_{t}-y_{t-1}=\varepsilon _{t}} は定常である。
AR(2)の場合、{\displaystyle y_{t}=a_{1}y_{t-1}+a_{2}y_{t-2}+\varepsilon _{t}} は {\displaystyle (1-\lambda _{1}L)(1-\lambda _{2}L)y_{t}=\varepsilon _{t}} と表すことができ、L は各変数の時間の添え字を一期分に減らすラグオペレーターである。つまり {\displaystyle Ly_{t}=y_{t-1}} を満たす。もし {\displaystyle \lambda _{2}=1} ならば、このモデルは単位根を持ち、{\displaystyle z_{t}=\Delta y_{t}} と置ける。すると
{\displaystyle z_{t}=\lambda _{1}z_{t-1}+\varepsilon _{t}}
は {\displaystyle |\lambda _{1}|<1} ならば定常である。よって傾き {\displaystyle \lambda _{1}} を推定する為にOLSを用いることが出来る。
もし確率過程が多数の単位根を持つならば、差分オペレーターを複数回適用できる。

## 単位根過程の性質と特性
- 単位根過程へのショックは、定常過程のように減衰することなく、恒久的な影響を与える。
- 上で記したように、単位根過程は t に依存し、発散するような分散を持つ。
- もしある系列が単位根を持つことが分かっているならば、その系列の差分は定常となる。例えば、系列 {\displaystyle Y_{t}} が I(1) ならば、系列 {\displaystyle \Delta Y_{t}=Y_{t}-Y_{t-1}} は I(0)（定常）である。ゆえにこれを差分定常過程と呼ぶ。

## 単位根仮説

上の図は潜在的な単位根の例を描写している。赤の線が観測された生産量の下落を表している。緑の線はこの系列が単位根である場合の生産量の回復経路を示している。青の線はこの系列が単位根ではなく、トレンド定常過程である場合の生産量の回復経路を示している。青の線はダッシュ線のトレンドに追いつき追従する一方で緑の線はいつまでもトレンド線の下にある。単位根仮説からは生産量のスパイクが過去のトレンドより高いレベルの生産量の水準を導くこともまた言える。

経済学者は様々な経済的統計量、特に生産量、が単位根を持つか、もしくはトレンド定常過程かで議論を行っている。ドリフト付き単位根過程は、1次オーダーの場合、以下で与えられる。
{\displaystyle y_{t}=y_{t-1}+c+e_{t}}
ここで c は定数項であり、"ドリフト"項と見なされ、{\displaystyle e_{t}} はホワイトノイズである。たった1期間でもノイズ項の値が0でなければ、グラフで示すようにノイズは {\displaystyle y_{t}} の値に恒久的な影響を与える。よって直線 {\displaystyle y_{t}=a+ct} からの逸脱は非定常であり、どのようなトレンドにも戻ることはない。対照的にトレンド定常過程は以下で与えられる。
{\displaystyle y_{t}=k\cdot t+u_{t}}
ここで k はトレンドの傾きであり、{\displaystyle u_{t}} はノイズである（単純な場合ではホワイトノイズであるが、より一般的にはノイズ自体が定常自己回帰過程である）。ここでは、どのような一時的ノイズも {\displaystyle y_{t}} がトレンド上にあるという長期的傾向から置き換わることはない、これは図で示したとおりである。この過程は、トレンド線からの逸脱が定常であるがために、トレンド定常性と呼ばれる。
この問題は景気循環における文献で特に一般的である。この問題についての研究はGNPと他の生産集計量が単位根仮説を統計的に棄却し損ねたという Nelson と Plosser の研究から始まっている。それ以来、統計的方法についての技術的な批判にまつわる議論が行われている。いくつかの経済学者はGDPは単位根、もしくは構造変化を持ち、経済的な下落は恒久的に長期でのGDPの水準低下をもたらすだろう、と主張している。他の経済学者はGDPはトレンド定常的であると主張している。つまり、GDPが景気悪化の間下落したとしても、後にトレンドが予期している水準にまで戻り、ゆえに恒久的なGDPの下落は存在しないと主張している。単位根仮説についての文献が統計的方法についての難解な議論と整合的であるだろうという一方で、この仮説は経済予測と政策に有意な実証的含意をもたらしている。